# Paywall
Il termine paywall (traducibile in italiano come "barriera di pedaggio") è usato nel World wide web per definire l'accesso a pagamento ai contenuti di un sito internet. 
In caso di esistenza di un paywall per accedere ai contenuti di un sito è necessario siglare una sottoscrizione a pagamento. Talvolta rimane liberamente visibile solo parte del contenuto, un abstract oppure le prime righe di un testo.
Il caso più frequente di utilizzo di un paywall è quello delle testate giornalistiche online. Diversi giornali online chiedono ai visitatori una remunerazione per accedere ai contenuti online al fine di compensare la costante diminuzione della sottoscrizione degli abbonamenti cartacei e la conseguente riduzione dei profitti generati dalla pubblicità. La "barriera" serve a generare l'acquisto dell'edizione o la sottoscrizione di un abbonamento.
Il sistema del paywall è anche utilizzato nell'editoria accademica in cui l'accesso alle pubblicazioni è vincolato alla sottoscrizione di abbonamenti da parte degli enti di ricerca o delle biblioteche.

## Storia

### Nel mondo
Il primo esempio di contenuto online visibile solo con sottoscrizione di abbonamento è stato la rivista statunitense Slate. Introdotto nel 1998 in poco tempo raggiunse i ventimila abbonati, ma il sistema venne abbandonato dopo un solo anno.
Il primo quotidiano ad utilizzare l'abbonamento online è stato il Wall Street Journal che introdusse il sistema nel gennaio del 1997, subito dopo il lancio del sito web wsj.com. Nell'aprile del 1998 gli abbonati erano già oltre 200.000, nel maggio del 2007 gli abbonati superarono il milione.
Negli anni seguenti diversi giornali online introdussero sistemi di paywall con alterne fortune: il Los Angeles Times nell'agosto del 2003 iniziò a far pagare l'accesso alla sezione entertainment, ma il servizio venne chiuso nel 2005 in seguito ad un calo del 97% degli accessi. In Europa il primo giornale online ad annunciare l'introduzione di un paywall fu il britannico Times nel 2009.
Nel 2007 il Financial Times annuncia il primo sistema di metered paywall, che prevede il libero accesso ad un numero limitato di articoli al mese, superato il quale il lettore è invitato a pagare un importo periodico, ottenendo in cambio l'accesso illimitato.
Il New York Times introdusse il metered paywall nel 2011. Nell'agosto del 2015 il giornale raggiunse il milione di abbonati.

### In Italia

#### Gruppo 24 ORE
Nel 2011 Il Sole 24 Ore introduce per primo in Italia il metered paywall: viene consentita la lettura gratuita di un numero variabile dai 5 ai 10 articoli al mese (a seconda della sezione del sito utilizzata), al termine dei quali è richiesto l'abbonamento. Nel 2016 il sito del Sole 24 ORE conta 35.000 abbonati.

#### RCS MediaGroup
A partire dal 27 gennaio 2016 il Corriere della Sera introduce il metered paywall: viene permesso l'accesso gratuito a venti articoli al mese (poi ridotti a dieci), in seguito ai quali è necessario l'abbonamento. Nel gennaio 2019 Urbano Cairo, presidente del gruppo, afferma che gli abbonati al sito del Corriere della Sera sono 133.000. Nel maggio 2020 RCS MediaGroup informa che la testata ha superato i 300.000 abbonati.

#### Gruppo GEDI
Nel 2016 il settimanale L'Espresso introduce un paywall parziale per gran parte degli articoli della rivista. 
Nel gennaio 2017 la Repubblica rinnova il proprio sito web ed introduce un freemium paywall: viene introdotta Rep:, sezione premium del giornale a pagamento, mentre i contenuti di base restano gratuiti. Nel 2019 una decisione analoga viene introdotta dalla Stampa, che introduce la sezione a pagamento Top News.
Un analogo sistema viene successivamente adottato dai giornali locali di proprietà del gruppo GEDI (Corriere delle Alpi, Gazzetta di Mantova, Gazzetta di Modena, Gazzetta di Reggio, Il Mattino di Padova, Il Piccolo, Il Tirreno, La Nuova Ferrara, La Nuova di Venezia e Mestre, La Provincia Pavese, La Tribuna di Treviso ed il Messaggero Veneto - Giornale del Friuli) oltre che dal settimanale La Sentinella del Canavese, i quali introducono la sezione a pagamento Noi.
Nel maggio 2020 il gruppo annuncia che le testate del gruppo hanno superato i 200.000 abbonati.

#### Gruppo Caltagirone Editore
Nel 2018, in occasione dei 140 anni dalla fondazione, Il Messaggero rinnova il proprio sito web ed introduce un limite di 10 articoli gratuiti, in seguito ai quali è richiesto l'abbonamento. Successivamente anche gli altri giornali del gruppo Caltagirone introducono misure simili (Il Gazzettino, Il Mattino, il Corriere Adriatico ed il Nuovo Quotidiano di Puglia), con l'eccezione del quotidiano gratuito Leggo, i cui contenuti restano gratuiti.

#### Gruppo La Verità srl
Il quotidiano La Verità introduce fin da subito un hard paywall sul proprio sito: è possibile leggere gli articoli per un massimo di 30 minuti, oltre ai quali è richiesto l'abbonamento. Nel gennaio 2020 il Gruppo La Verità srl introduce un paywall parziale sul sito del settimanale Panorama, acquisito nel 2018.

#### Altri
Nel 2015 Il Fatto Quotidiano introduce una sezione premium, utilizzabile su abbonamento. Nello stesso anno Il Foglio rinnova il proprio sito ed introduce una sezione di articoli a pagamento
Nel marzo 2019 il gruppo Poligrafici Editoriale annuncia l'intenzione di introdurre un paywall sui siti delle testate da esso controllate (Il Giorno, La Nazione, Il Resto del Carlino e Il Telegrafo).
Alla fine di maggio 2019 Il Post introduce una forma di abbonamento facoltativo, con il quale diventa possibile commentare gli articoli, visualizzare meno pubblicità e avere accesso alle newsletter; gli articoli restano però gratuiti.

## Tipologie
Esistono diversi sistemi di paywall:
- "integrali" o hard, che richiedono il pagamento di un abbonamento per accedere a qualsiasi tipo di contenuto;
- "parziali" o soft, che consentono un accesso parziale ai contenuti. Esistono diversi sistemi di soft paywall
  - il più diffuso è il metered paywall che prevede l'accesso ad un numero limitato di articoli, o pagine, superato il quale si attiva la richiesta di un pagamento.
  - l'accesso freemium, che prevede l'accesso libero (free) ai contenuti di base ma il pagamento per accedere ad approfondimenti o contenuti di qualità (premium), il primo tentativo di usare questo metodo risale al 2005 quando il New York Times introdusse un programma chiamato Times Select[24] abbandonato nel 2007.
- "cookie paywall", che fornisce all'utente come alternative il pagamento di un abbonamento oppure l'accettazione delle pubblicità e dei cookie di terze parti. La compatibilità di questa tecnica con leggi sulla protezione dei dati personali, come il GDPR, è controversa; in Italia il Garante per la protezione dei dati personali nelle linee guida del 2021 ha affermato che è accettabile, a patto che «il titolare del sito offra all'interessato la possibilità di accedere ad un contenuto o a un servizio equivalenti senza prestare il proprio consenso all'installazione e all'uso di cookie o altri strumenti di tracciamento».[25] Altre autorità sono giunte a conclusioni simili, altre ancora a conclusioni opposte.[26]

## Utilizzo
Mentre da un lato i paywall sono utilizzati dalle testate per ottenere una nuova fonte di guadagni, dall'altro sono stati utilizzati anche per aumentare la vendita e gli abbonamenti delle copie cartacee. Alcuni quotidiani hanno offerto e offrono l'accesso ai contenuti online, inclusa la consegna di una copia tradizionale cartacea la domenica, a un prezzo inferiore rispetto al solo accesso online. Siti web di testate importanti, come ad esempio il BostonGlobe.com e il New York Times.com, utilizzano questa tattica perché aumenta sia gli introiti ottenuti dal web sia quelli provenienti dalle copie stampate. Il tutto si traduce in un aumento degli introiti provenienti dalla pubblicità.
La creazione di profitti provenienti da annunci sul web è tuttora una sfida per i quotidiani: infatti un annuncio online genera solo il 10/20% dei ricavi generati dallo stesso annuncio su carta stampata. Nel gergo comune si dice che "né gli annunci digitali, né gli abbonamenti alle edizioni online dovute a paywall possono indurre quel cambiamento (per il quotidiano) che sarebbe necessario se l'edizione stampata dovesse essere eliminata". Secondo il parere di Bill Mitchel, un esperto di comunicazione massmediale statunitense, affinché un paywall possa generare profitti i quotidiani devono creare "nuovi valori" (maggiore qualità, innovazione, etc.) in quei contenuti online che meritano l'attivazione di un abbonamento rispetto ai contenuti online che prima erano di libero accesso. Molti siti d'informazione utilizzano i paywall al solo fine del successo commerciale, sia attraverso l'aumento dei profitti generati dall'aumento degli abbonamenti cartacei che attraverso le sole entrate prodotte dal sistema di pagamento indotto dai paywall. C'è comunque da considerare il fatto che l'utilizzo dei paywall, come unico sistema per generare profitti, crea una serie di problemi etici relativi al diritto di accesso alle fonti d'informazione, ovvero il diritto - basilare in un sistema democratico - di conoscere gli avvenimenti che hanno rilievo nella vita sociale.

## Critiche
Uno degli interrogativi principali circa l'utilizzo dei paywall riguarda il fatto che gli utenti, cioè i potenziali sottoscrittori, alla vista di un blocco potrebbero abbandonare il sito e andare alla ricerca di un'altra fonte - gratuita - di notizie. L'introduzione di un paywall, in alcuni casi, ha avuto effetti complessivamente negativi, che hanno portato alla sua rimozione. Tra gli esperti che mostrano scetticismo circa l'utilizzo dei paywall c'è Arianna Huffington, (fondatrice del noto sito «The Huffington Post»), la quale in un famoso articolo apparso sul «Guardian» nel 2009 ha dichiarato che "i paywall appartengono alla storia". Nel 2010 Jimmy Wales, l'ideatore di Wikipedia, ha espressamente giudicato il tipo di paywall introdotto dal «Times» come "un esperimento stupido".
Gli effetti "indesiderati" legati all'introduzione di paywall hanno incluso, nei primi anni di sperimentazione, un drastico calo degli utenti unici, un calo del numero di pagine visualizzate ed una scarsa ottimizzazione nei motori di ricerca. I paywall hanno dunque diviso gli specialisti in due gruppi: da una parte i sostenitori, pronti ad argomentare in favore della loro efficienza nel generare introiti nel mondo dei media; dall'altra i critici, tra cui numerosi uomini d'affari, accademici, come Jay Rosen, giornalisti, come Howard Owens, e analisti dei media, tra cui Matthew Ingram di GigaOm, secondo i quali tali strumenti pregiudicano la popolarità di un sito.
Tra coloro che vedono con favore l'utilizzo dei paywall ci sono, tra gli altri, Warren Buffett, l'ex editore del «Wall Street Journal», Gordono Crovitz e il magnate dei media Rupert Murdoch. Molti hanno cambiato idea sui paywall. Felix Salmon dell'agenzia di stampa Reuters si era mostrato inizialmente scettico circa l'utilizzo di barriere di accesso ai contenuti, ma recentemente ha espresso opinioni favorevoli alla loro introduzione. Clark Shinky, studioso di mass media dell'Università di New York, inizialmente scettico nei riguardi dei paywall, nel 2012 ha scritto: "[i quotidiani] dovrebbero ottenere delle entrate dai loro lettori abituali, tramite un servizio di sottoscrizione online sul modello del «New York Times»".